# جان اسپیلین
جان اسپیلین (به انگلیسی: Joan Spillane) (زادهٔ ۳۱ ژانویهٔ ۱۹۴۳) شناگر اهل ایالات متحده آمریکا است.